# Асекеевский сельсовет
Асекеевский сельсовет — сельское поселение в Асекеевском районе Оренбургской области Российской Федерации.
Административный центр — село Асекеево.

## История
9 марта 2005 года в соответствии с законом Оренбургской области № 1893/321-III-ОЗ образовано сельское поселение Асекеевский сельсовет, установлены границы муниципального образования.

## Население
| 2010  | 2012  | 2013  | 2014  | 2015  | 2016  | 2017  |
| ----- | ----- | ----- | ----- | ----- | ----- | ----- |
| 5703  | ↘5562 | ↘5483 | ↘5373 | ↘5326 | ↘5322 | ↗5327 |
| 2018  | 2019  | 2020  | 2021  |       |       |       |
| ↗5333 | ↘5305 | ↗5350 | ↘5294 |       |       |       |

## Состав сельского поселения
| № | Населённый пункт | Тип населённого пункта       | Население |
| - | ---------------- | ---------------------------- | --------- |
| 1 | Асекеево         | село, административный центр | ↘4907     |
| 2 | Асекеево         | станция                      | 423       |
| 3 | Верхнезаглядино  | деревня                      | 79        |